# زائير (العملة)
الزائير (الفرنسية: zaïre، رمزها ZRZ, ZRN) وحدة العملة في جمهورية الكونغو الديمقراطية ثم جمهورية زائير من عام 1967 حتى عام 1997. جميع الأوراق النقدية الصادرة من سلاسل الـ 79 باستثناء ستة تحمل صورة موبوتو سيسي سيكو. هناك عملتان متميزتان: زائير (1967-1993، ZRZ)، وزائير الجديدة (1993-1998، ZRN).

## تاريخ

### زائير (1967–1993)
زائير (الفرنسية: Zaïre، الرمز: "Z"، أو أحيانًا "Ƶ"، طُرح عام 1967 لِيحل محل الفرنك الكونغولي بسعر صرف 1 زائير = 1000 فرنك. قُسِم الزائير إلى 100 ماكوتا (مفردها: ليكوتا، رمزها: "K"، تساوي في البداية فرنكًا بلجيكيًا واحدًا)، كل منها 100 سنغي (رمزها: "s"، تساوي في البداية سنتيمًا بلجيكيًا واحدًا). مع ذلك، قيمة السينغي ضئيلة للغاية، وكانت العملة المعدنية الوحيدة المقومة بالسينغي هي عملة 10 سنغي التي صدرت عام 1967. على غير العادة في أي عملة، كان من الشائع كتابة المبالغ النقدية بثلاثة أصفار بعد العلامة العشرية، حتى بعد أن أدى انتشار طباعة النقود والتضخم الذي أعقب ذلك إلى انخفاض قيمة العملة بشكل كبير. أدى التضخم في نهاية المطاف إلى إصدار فئات من الأوراق النقدية تصل إلى 5 ملايين زائير، وبعد ذلك قُدم الزائير الجديد.

#### تاريخ
طُبقت عملة الزائير في 23 يونيو 1967، بسعر صرف زائير واحد = 1000 فرنك كونغولي = 100 فرنك بلجيكي. يعطي سعر صرف ضمنيًا قدره دولاران أمريكيان لكل زائير.
- بين عامي 1971 و1976، ارتبط الزائير بالدولار الأمريكي بسعر صرف 0.50 زيل مقابل دولار أمريكي واحد.
- 12 مارس 1976 إلى 31 أكتوبر 1978: رُبط زائير بالتعادل مع حقوق السحب الخاصة.
- 1 نوفمبر 1978: خُفضت قيمة عملات زائير إلى 0.95 وحدة حقوق سحب خاصة (−5%).
- 6 نوفمبر 1978: خُفضت قيمتها إلى 0.81 وحدة حقوق سحب خاصة (−14.7%).
- 27 نوفمبر 1978: خُفضت قيمتها إلى 0.7614 وحدة حقوق سحب خاصة (-6%).
- 1 يناير 1979: خُفضت قيمتها إلى 0.5 وحدة حقوق سحب خاصة (−34.3%).
- 24 أغسطس 1979: خُفضت قيمة الريال إلى 0,375 وحدة حقوق سحب خاصة (−٢٥٪). وصادرت العملة في 26 ديسمبر 1979.
- 22 فبراير 1980: خُفضت قيمتها إلى 0.2625 وحدة حقوق سحب خاصة (-30%).
- 19 يونيو 1981: خُفضت قيمتها إلى 0.1575 وحدة حقوق سحب خاصة (-40%).

في 9 سبتمبر 1983، خُفضت قيمة الزائير إلى حوالي 28 زائيرًا لكل وحدة حقوق سحب خاصة (Z1 = 0.035425 وحدة حقوق سحب خاصة). بعد ذلك، عُومت العملة. استمرت العملة في فقدان قيمتها، حيث يبين أدناه سعر صرف الدولار الأمريكي الواحد في فترات زمنية مُحددة:
- 1985: 50 زائيرًا
- 1986: 60 زائيرًا
- 1987: 112 زائيرًا
- 1988: 187 زائيرًا
- 1989: 381 زائيرًا
- 1990: 719 زائيرًا
- 1991: 15,300 زائير
- أوائل عام 1992: 114,291 زائيرًا
- ديسمبر 1992: 1,990,000 زائير
- مارس 1993: 2,529,000 زائير
- أكتوبر 1993: 8,000,000 زائيري (3 زائيريين جدد)
- ديسمبر 1993: 110,000,000 زائيري (37 زائيريًا جديدًا)

#### عملات معدنية
أصدر البنك الوطني الكونغولي في عام 1967، عملات معدنية من فئات 10 سنغي، 1 ليكوتا، و5 ماكوتا، مع فئتين أدنى من الألومنيوم، وأعلى فئة من النيكل النحاسي. أصدر بنك في عام 1973 زائير أولى عملاته المعدنية من النيكل النحاسي، وهي 5، 10، و20 ماكوتا. في عام 1987، طُرحت عملة معدنية جديدة من النحاس الأصفر، من فئات 1، 5، و10 زائير في عام 1988.

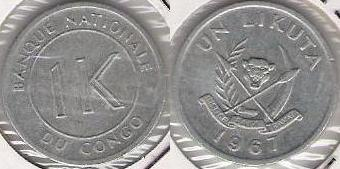
1 ليكوتا، 1967
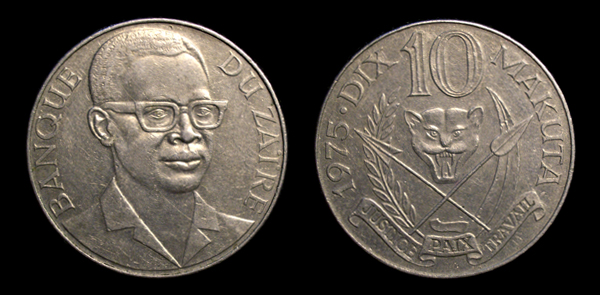
10 ماكوتا، 1975
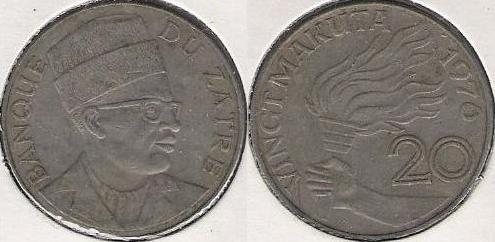
20 ماكوتا، 1976

#### الأوراق النقدية
أصدر البنك الوطني الكونغولي في عام 1967 أوراقًا نقدية من فئات 10، 20، و50 ماكوتا، 1، و5 زائير (تُعرض أيضًا بفئتي 100 و500 ماكوتا). وفي عام 1971، طُرحت أوراق نقدية من فئة 10 زائير. في عام 1972، بدأ بنك زائير بإصدار أوراق نقدية بقيمة 1، 5، و10 زائير، تلاها أوراق نقدية بقيمة 50 ماكوتا في عام 1973. قُدمت أوراق نقدية بقيمة 50 زائير في عام 1980، تلاها أوراق نقدية بقيمة 100 زائير في عام 1983، 500 زائير في عام 1984، 1000 زائير في عام 1985، 5000 زائير في عام 1988، 10,000 زائير في عام 1989، 2000، 20000، و50000 زائير في عام 1991، وأخيرًا، 100000، 200000، 500000، 1000000، و5,000,000 في عام 1992.
ورقة الـ 5,000,000 زائير، طُرحت للتداول أواخر عام 1992، لم تُقبل كعملة قانونية لعدة أسابيع في بعض مناطق البلاد (ولا سيما في الشمال الشرقي)، وفي مناطق أخرى لم تُقبل إلا بجزء من قيمتها. أحد أسباب هذا الريبة هو خطأ نحوي في الرقم الفرنسي على الورقة، كُتب "خمسة ملايين زائير". [ك‍] بدلاً من "cinq Millions de zaïres".

### زائير الجديدة (1993-1998)
زائير الجديدة (الفرنسية: nouveau zaïre (رمزها "NZ")، رمزها ISO 4217 ZRN، حلت محل أول زائير عام 1993 بسعر صرف 1 زائير جديد = 3,000,000 زائير قديم. قُسمت إلى 100 ماكوتا جديدة (رمزها: "NK"). صدرت هذه العملة فقط على شكل أوراق نقدية، عانت من تضخم شديد مقارنة بالعملة السابقة حتى عام 1997.
فيما يلي سلسلة من أسعار الصرف المعلنة من قِبل وزارة الخزانة الأمريكية (زائير جديد لكل دولار أمريكي):
- مارس 1994: 115
- يونيو 1994: 450
- سبتمبر 1994: من 1650 إلى 2450
- مارس 1995: 2850
- يونيو 1995: 4900
- سبتمبر 1995: 6,153.85
- ديسمبر 1995: 15,550
- مارس 1996: 23,368
- يونيو 1996: 33,367
- سبتمبر 1996: 54,306
- ديسمبر 1996: 93,076
- مارس 1997: 142,560
- يونيو 1997: 125,000
- سبتمبر 1997: 115,000
- ديسمبر 1997: 116,000
- مارس 1998: 125,000
- يونيو 1998: 133,000
- سبتمبر 1998: 150,000 (1.50 CDF )
- ديسمبر 1998: 240,000 (2.40 CDF)

استبدل الزائير الجديد بالفرنك الكونغولي مرة أخرى في 1 يوليو 1998، بسعر صرف 1 فرنك = 100000 زائير جديد بعد فترة وجيزة من تحول جمهورية زائير إلى جمهورية الكونغو الديمقراطية مرة أخرى، في 16 مايو 1997.

#### الأوراق النقدية
في عام 1993، أصدر بنك زائير أوراقًا نقدية من فئات: 1، 5، 10 و50 ماكوتا جديدة، بالإضافة إلى فئات 1، 5، 10، 20، 50 و100 زائير جديد. وفي عام 1994، صدرت أوراق نقدية من فئتي 200 و500 زائير جديد. في عام 1995، أُضيفت فئات 1000، 5000 و10,000 زائير جديد، وفي عام 1996، طُرحت فئات 20,000، 50,000، 100,000، 500,000 و1,000,000 زائير جديد. تحمل جميع أوراق الزائير الجديد النقدية صورة لموبوتو سيسيسيكو يرتدي الزي العسكري مع القبعة.

### الأدب
- Krause, Chester L.؛ Clifford Mishler (1991). الفهرس القياسي لعملات العالم: 1801–1991 (ط. 18th). Krause Publications. ISBN:0873411501.
- Pick, Albert (1994). الفهرس القياسي لعملات العالم الورقية  [لغات أخرى]‏: General Issues. Colin R. Bruce II and Neil Shafer (editors) (ط. 7th). Krause Publications. ISBN:0-87341-207-9.

## روابط خارجية
- الأوراق النقدية من زائير
- زائير – العملة

قالب:N-start
قالب:N-before
قالب:N-currency
قالب:N-currency
قالب:N-after
|}قالب:N-start
قالب:N-before
قالب:N-currency
قالب:N-currency
قالب:N-after
|}